# 赫氏弱棘鯻
赫氏弱棘鯻（學名：Hephaestus fuliginosus）為鱸形目鱸亞目鯻科的其中一種，分布於大洋洲新幾內亞島淡水流域，另有報告指出在巴布亞紐幾內亞南部發現的紀錄，為特有種，本魚體粗壯，呈紡錘型，背鰭硬棘12-13枚；背鰭軟條 11-13枚；臀鰭硬棘3枚；臀鰭軟條10-11枚，體長可達15公分，棲息在礫石底質，水流快速的溪流或深潭底部，屬雜食性，以藻類、昆蟲、甲殼類、蠕蟲及小魚等為食，繁殖期時，成魚會保護卵並搧動魚鰭提供足夠的氧。

## 擴展閱讀
維基物種上的相關：赫氏弱棘鯻